# Кійкті
Кійкті́ (каз. Киікті) — село у складі Шетського району Карагандинської області Казахстану. Адміністративний центр та єдиний населений пункт Кійктинського сільського округу.
Населення — 835 осіб (2021; 951 у 2009, 1020 у 1999, 763 у 1989).
Національний склад станом на 1989 рік:
- казахи — 100 %.

Станом на 1989 рік село називалось станційне селище Кіїк.